# Zāy
Zāy albo zayn (ز) – jedenasta litera alfabetu arabskiego. Używana jest do oznaczenia dźwięku [z], tj. spółgłoski szczelinowej dziąsłowej dźwięcznej. Pochodzi od fenickiej litery zajin.
W języku polskim litera zāy jest transkrybowana za pomocą litery z.
W arabskim systemie liczbowym literze zāy odpowiada cyfra 7.

## Postacie litery
| Postać: | izolowana | końcowa | środkowa | początkowa |
| ------- | --------- | ------- | -------- | ---------- |
| Wygląd: | ز‬         | ـز‬      | ـز‬       | ز‬          |

## Kodowanie
| Znak                   | ز                  | ز                  |
| ---------------------- | ------------------ | ------------------ |
| Nazwa w Unikodzie      | Arabic Letter Zain | Arabic Letter Zain |
| Kodowanie              | dziesiątkowo       | szesnastkowo       |
| Unicode                | 1586               | U+0632             |
| UTF-8                  | 216 178            | d8 b2              |
| Odwołania znakowe SGML | &#1586;            | &#x0632;           |